# Olho d'Água Grande

Olho d'Água Grande este un oraș în statul Alagoas (AL) din Brazilia.